# Formaldehyd
Formaldehyd, metanal, är en färglös gas (kokpunkt -19,3 °C) med stickande lukt. Formaldehyd löst i vatten kallas formalin. Formaldehyd används industriellt bland annat vid framställning av flera olika typer av plaster (till exempel bakelit) och som desinfektionsmedel. Formaldehyd används inom färg-, medicin-, foto-, lim-, garveri- och textilindustrin. Det används som bekämpningsmedel, desinficerings- och konserveringsmedel.
Formaldehyd framställs vanligtvis i en oxo-syntes genom att metanol vid cirka 400 °C i närvaro av järnoxid och molybden och/eller vanadin reagerar med syre.

## Risker
Formaldehyd verkar starkt irriterande på ögon och luftvägar. Inandning kan ge hosta, heshet, huvudvärk, yrsel, tryck över bröstet samt i svårare fall kramp i struphuvudet och lungskador. Inandning under lång tid kan ge luftvägsirritation, nästäppa och andningsbesvär av astmatyp. Formaldehyd är allergi- och cancerframkallande enligt kemikalieinspektionen.

## Naturlig förekomst
Formaldehyd förekommer naturligt i de flesta levande djur och växter och är en viktig del av ekologin. Vi får dagligen i oss formaldehyd via födan, ett äpple innehåller exempelvis 6,3-22,3 mg/kg. Formaldehyd bryts naturligt ned av den mänskliga kroppen och ackumuleras inte.  Formaldehyd produceras även i kroppen. En vuxen man har normalt ca 16 milligram formaldehyd i blodet.